# Teutsch Kirchenampt
Teutsch Kirchenampt är en koralbok från 1525, tryckt i två delar i Strassburg. Ur den har hämtats minst två melodier för 1819 års psalmbok en har använts till tre psalmer, nr 49, 232 och 292, en annan har använts till fem psalmer, nr 11, 21, 149, 233, 288. 
Möjligen är det också samma melodi till psalmerna nr 49 och 50 i 1695 års psalmbok enligt 1697 års koralbok, om inte psalmen bytt melodi, liksom "Gud säger, att den salig är" gjorde. 

## Psalmer
- O Herre Gud, gör nåd med mig med en första publicering i Sverige i Mönsteråshandskriften från 1646. Publicerades i Strassburger Teutsch Kirchenampt del II från 1525 och antas vara skriven av psalmens textförfattare Matthæus Greiter. Finns på Wikisource.

- O Jesus Krist som mänska blev (1695 nr 120, 1819 nr 49, 1986 nr 33) "Melodins huvudtext" Finns på Wikisource.
  - Gud säger, att den salig är (1695 nr 276, 1819 nr 292, 1937 nr 348) troligen med annan melodi 1695 enligt 1697 års koralbok.
  - Gjör wäl, och låt alt ondt beståå (1695 nr 50) ev samma
  - Låt icke det förtryta dig (1695 nr 48, 1819 nr 232) kanske med annan melodi 1695
  - Then onde wachtar ther fast uppå (1695 nr 49) ev samma

- O Fader vår, barmhärtig, god (1695 nr 188, 1819 nr 21, 1986 nr 372) "Melodins huvudtext" Finns på Wikisource.
  - Du, Herre, ser och känner mig (1819 nr 11) Finns på Wikisource.
  - Hav tålamod, var from och god (1695 nr 263, 1819 nr 233) med annan melodi 1695
  - Låt barnen komma hit till mig (1819 nr 149)
  - När trygg och mätt du somnar in (Endast 1819 nr 288)